# Гран-при Санта Рита 2024
37-й выпуск  Гран-при Санта Рита — шоссейной однодневной велогонки по дорогам Италии. Гонка прошла 25 мая 2024 года в рамках Европейского тура UCI 2024 (категория 1.2). Победу одержал украинский велогонщик Кирило Царенко.

## Участники
В гонке приняло участие 35 команд.
| UCI ProTeam- Corratec-Vini Fantini UCI Continental Teams (16)- MBH Bank Colpack Ballan - Zalf Euromobil Fior - General Store-Essegibi-F.Lli Curia - CTF Victorious - Beltrami TSA-Tre Colli - Team Technipes #inEmiliaRomagna - Q36.5 Continental - MG.K Vis Colors For Peace - Rime - Work Service-Vitalcare-Dynatek - UM Tools Caffè Mokambo - Astana Qazaqstan Development Team - Team Felt Felbermayr - Team Skyline - Tufo-Pardus Prostějov - UC Monaco Любительские, клубные или региональные команды (18)- Gallina-Ecotek-Lucchini - U.C. Trevigiani Energiapura Marchiol - G.C. Sissio Team - Team Gaiaplast Bibanese - ONEC Team - Futura Team-Rosini - Maltinti Lampadari-Banca di Cambiano - Petroli Firenze-Hopplà - So.L.Me. - Olmo - Aran Cucine Vejus - Campana Imballagi-Geo & Tex-Trentino - Karcag Cycling - mebloJOGI Pro-concrete - Holdsworth Zappi RT - Calzaturieri Montegranaro - VPM Moretti SCS - Trentino CT U-23 - MaxSolar Cycling Team |
| |

## Маршрут
Трасса представляла собой восемь кругов по 40 километров с коротким, но значительным подъемом.

## Ход гонки
В середине предпоследнего круга украинец начал решающую атаку на слегка поднимающемся участке, сумев дистанцироваться от своих противников. Несмотря на неоднократные попытки пелотона догнать беглеца, Царенко сумел удержаться и увеличить свое преимущество над пелотоном, пересеча финишную черту с минутным отрывом от занявшего второе место.

## Результаты
| \| Генеральная классификация \| Генеральная классификация \| Генеральная классификация \| Генеральная классификация \| Генеральная классификация \| \| Гонщик \| Гонщик \| Команда \| Время \| \| \| ------------------------- \| ------------------------- \| -------------------------- \| ------------------------- \| ------------------------- \| \| 1-й \| Kyrylo Tsarenko \| Team Corratec-Vini Fantini \| 3ч 56' 59 \| \| \| 2-й \| Giovanni de Carlo \| Zalf Euromobil Fior \| + 1' 10 \| \| \| 3-й \| Нахом Зерай \| Q36.5 Continental \| + 1' 10 \| \| |                   |                            |           |
| |                   |                            |           |
| Источник: ProCyclingStats |                   |                            |           |
| Генеральная классификация |                   |                            |           |
| Гонщик | Гонщик            | Команда                    | Время     |
| 1-й | Kyrylo Tsarenko   | Team Corratec-Vini Fantini | 3ч 56' 59 |
| 2-й | Giovanni de Carlo | Zalf Euromobil Fior        | + 1' 10   |
| 3-й | Нахом Зерай       | Q36.5 Continental          | + 1' 10   |